# Heterostegania thamia
Heterostegania thamia là một loài bướm đêm trong họ Geometridae.